# Hutong

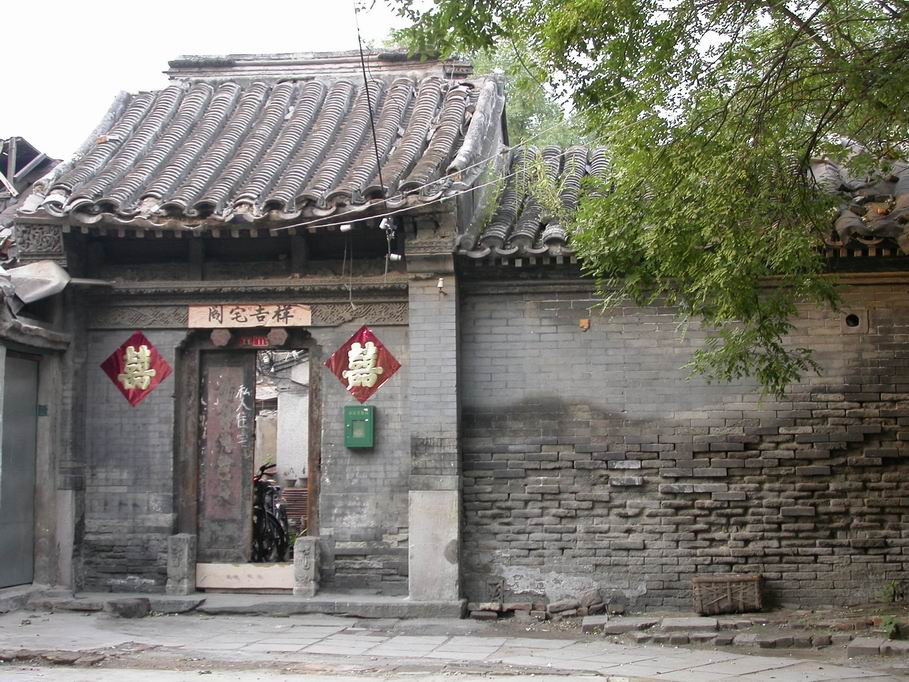
Hutong; brama wejściowa do siheyuan ozdobiona napisami duilian.

Hutong – tradycyjny chiński zespół, w postaci alejki lub ulicy, szczelnie połączonych ze sobą parterowych budynków charakterystyczny dla miast na północy Chin, w szczególności Pekinu. Budowane na planie prostokąta małe wspólne dziedzińce siheyuan wokół których ulokowane są parterowe zabudowania z nieotynkowanej cegły połączone w wąskie uliczki. Hutongi zazwyczaj nie posiadają sieci wodociągowej i centralnego ogrzewania, a mieszkańcy korzystają ze wspólnego wychodka na podwórzu.
Hutongi pojawiły się w Chinach w XII wieku i szybko upowszechniły się, gdyż stwarzały dobre warunki do obrony w przypadku oblężenia miasta i odpowiadały potrzebom patriarchalnego społeczeństwa. Sama nazwa hutong pochodzi z języka mandżurskiego.
Warunki życia w hutongach zależały od pozycji społecznej mieszkańców. Mieszkanie w dzielnicy bogatych hutongów było nobilitacją, a przed wojną lokowano w nich zagraniczne placówki dyplomatyczne i handlowe. W biednych hutongach większość ulic nie posiadała utwardzanej nawierzchni i w czasie deszczów zamieniała się w błotne potoki. Domy biednych hutongów były zazwyczaj ruderami z desek i gliny, zamieszkiwały w nich wielopokoleniowe rodziny, a ilość miejsca na osobę często wystarczała jedynie do spania w kuckach.

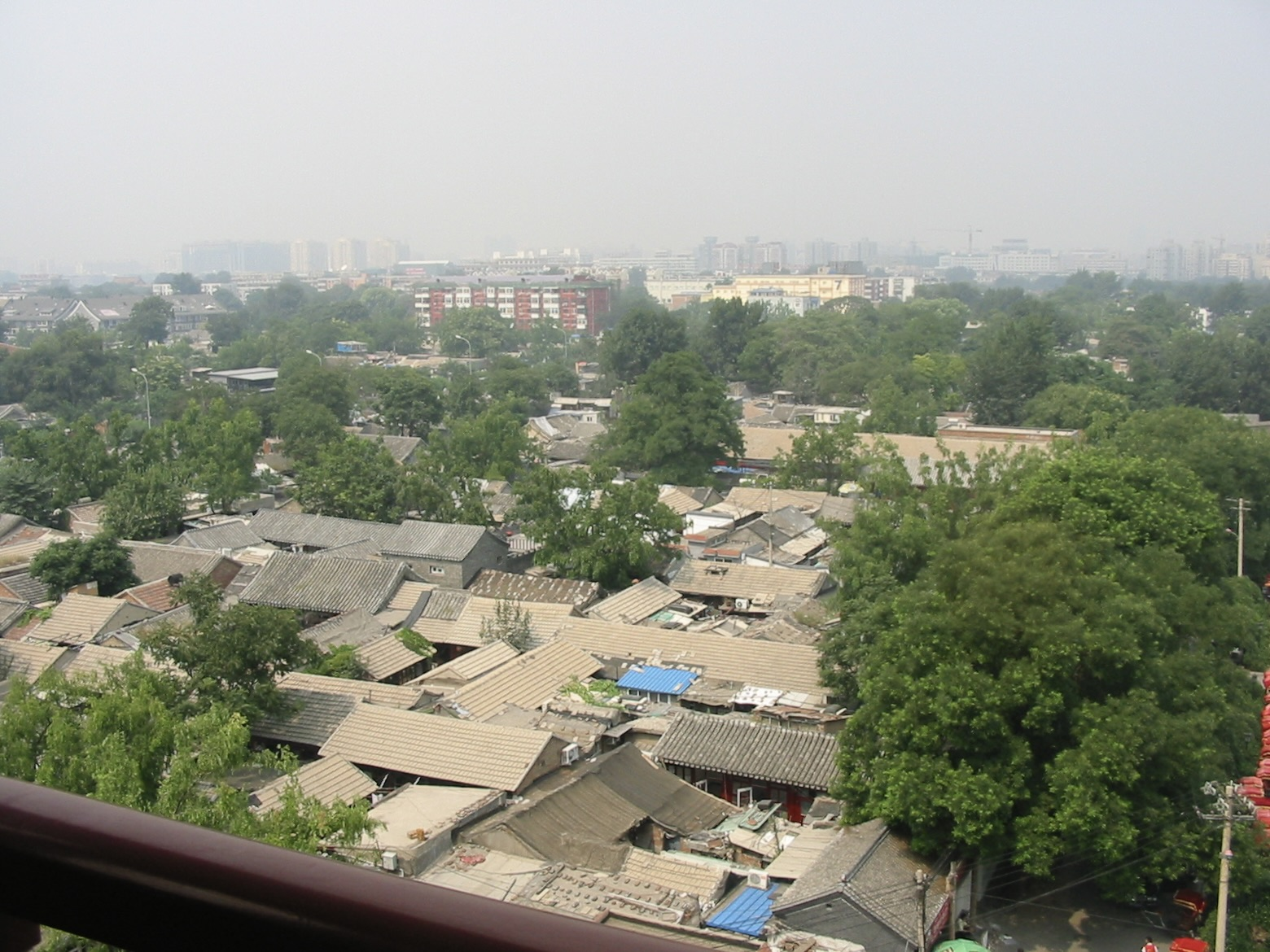
Dzielnica hutongów widziana z góry

W dawnych Chinach istniała ścisła definicja szerokości ulicy lub alei. Ulice w hutongach bardzo często nie przekraczają więc szerokości 9 metrów i do dzisiaj pozostają najwęższymi drogami w Pekinie. Niejednokrotnie alejki pozostają nie szersze niż 3 do 4 metrów, a czasem są tak wąskie, że mogą się nimi poruszać jedynie pojazdy jednośladowe.
Hutongi są wyburzane w procesie zastępowania starych dzielnic nowoczesną architekturą (budynki mieszkalne, centra handlowe i biurowe, fabryki), zapoczątkowanym przez Mao Zedonga. Zjawisko to nasiliło się również na początku XXI wieku, gdy kraj przygotowywał się do organizacji igrzysk olimpijskich oraz światowej wystawy Expo 2010.
W 1949 r. w Pekinie było 7000 hutongów, pod koniec lat 80. XX wieku 3600, a na początku XXI wieku pozostało jedynie około 2000 zespołów starych domostw.